# Little Manhattan
Little Manhattan is een romantische komediefilm uit 2005 onder regie van Mark Levin.

## Verhaal
Little Manhattan beschrijft de eerste ervaring van een jongen met meisjes.
Gabe is dol op zijn woonplaats, New York. De tienjarige jongen speelt dagelijks met zijn vrienden en leert football van zijn vader. Echter, Gabe neemt liever karatelessen. Hier ontmoet hij Rosemary Telesco. Hoewel ze klasgenoten zijn, hebben ze bijna nooit een woord met elkaar gewisseld. Gabe raakt gefascineerd door haar en haar leven in de betere klasse in Central Park. Gabe zelf woont in een appartement bij ruziënde ouders die al jaren in een scheiding liggen.
Gabes leven verandert drastisch wanneer hij verliefd wordt op Rosemary. Dit is zeer schokkend voor Gabe, omdat hij heel zijn leven dacht dat meisjes vies waren en slechts ziektes overbrachten. Hij doet een reeks pogingen om dichter bij haar te komen, en er ontstaat een zekere vriendschap tussen de twee. Ze helpt hem bij de karatelessen en spreken ook steeds vaker buiten de lessen af. Maar wanneer hij ontdekt dat ze over een paar dagen vertrekt voor kamp, weet hij dat hij actie zal moeten ondernemen. Ze krijgt ook een nieuwe partner bij karate, de meer atletische en aantrekkelijke Tim Stamples. Gabes leven lijkt in te storten.
Hij probeert Rosemary nu duidelijk te maken wat hij voor haar voelt, het is duidelijk dat ze er niet ongevoelig voor is, maar in tegenstelling tot Gabe beseft ze wel dat ze nog te jong zijn en allebei hun eigen weg moeten gaan. Na dit te hebben besloten dansen ze nog een laatste keer met elkaar op een bruiloft en gaan hierna daadwerkelijk hun eigen weg.

## Rolverdeling
| Acteur           | Personage             |
| ---------------- | --------------------- |
| Josh Hutcherson  | Gabe                  |
| Charlie Ray      | Rosemary Telesco      |
| Bradley Whitford | Gabe's vader Adam     |
| Cynthia Nixon    | Gabe's moeder Leslie  |
| Willie Garson    | Ralph (De Liftjongen) |

## Varia
- De film werd bewerkt via Final Cut Pro.
- Charlie Ray groeide tijdens het filmen erg snel, waardoor Josh Hutcherson gedwongen was op een krat te staan om de lengte gelijk te houden.
- De jongere versie van Rosemary was werkelijk de dochter van de regisseur.
- AnnaSophia Robb deed auditie voor de rol van Rosemary Telesco maar werd afgewezen. Robb was in 2007 naast Hutcherson te zien in Bridge to Terabithia.
- Alle scènes werden opgenomen in New York.